# Taḫa (Berggott)

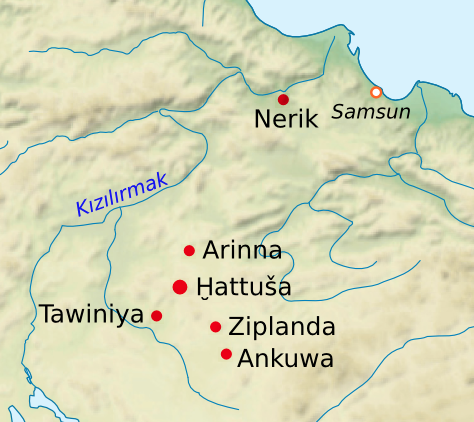
Auf der Karte wird Ziplanda bei Çadır Höyük lokalisiert, der Berg Taḫa lag dann ein wenig weiter nordwestlich.

Taḫa war ein hethitischer Berg, der bei der heiligen Stadt Zippalanda lag. Er wurde auch als Berggott verehrt. Nach ihm wurde ein Stadttor in Zippalanda benannt.

## Lage
Die Identifizierung des Berges hängt von der Lokalisierung der Stadt Zippalanda ab. Wird diese bei Uşaklı Höyük (Kuşakli Höyük) oder dem benachbarten Çadır Höyük im Tal des Kanak Su lokalisiert, dann dürfte der Berg Taḫa mit dem zwischen diesen beiden Orten gelegenen Kerkenes Dağı identisch sein. Wird Zippalanda dagegen mit Alaca Höyük gleichgesetzt, dürfte er der Kalehısar sein.

## Kult
Der Berggott Taḫa gehört zum Kreis des Wettergottes von Zippalanda und hatte auf dem Berg einen eigenen Tempel mit einem Priester. Auf dem Berg entspringt die Ištar-Quelle, bei der eine Stele des Berggottes stand. Beim purulliya-Fest, das im Frühjahr gefeiert wurde, wurde der Wettergott von Zippalanda aus seinem süßen Schlaf geweckt, damit der König ihn in feierlicher Prozession auf den Berg Taḫa tragen kann. Der König opfert auf dem Berg der Stele des Berggottes Brot, ein Rind und ein Schaf, zudem erhält der Gott eine silberne Sonnenscheibe. Auch während des nuntarriyašḫa-Festes und des AN.TAḪ.ŠUM-Festes stieg der hethitische König zum Opfern auf den Berg.
Der Berggott Taḫa wurde nicht nur in Zippalanda verehrt, sondern auch in benachbarten Orten, unter anderem in Tauriša.